# République socialiste soviétique d'Arménie
« Arménie soviétique » redirige ici. Pour le journal, voir Arménie soviétique (journal).
1920 – 1991
Intégrée à la RSFS de Transcaucasie entre 1922 et 1936
(71 ans)
Entités précédentes :
- République démocratique d'Arménie (1920)
- RSFS de Transcaucasie (1936)

Entités suivantes :
- République d'Arménie (1991)

La république socialiste soviétique d'Arménie , en abrégé RSS d'Arménie, était une des quinze républiques membres de l'Union soviétique. Elle est créée après la soviétisation de l'Arménie par le parti communiste arménien, le 29 novembre 1920, lorsque le Premier ministre Simon Vratsian abandonne le contrôle du pays. Cette république est généralement connue comme la Seconde République, succédant à la Première République.
De 1828 à la révolution russe de 1917, l'Arménie orientale est intégrée à l'Empire russe (« Arménie russe ») et confinée au gouvernement d'Erevan. En effet, l'article 4 du traité de Turkmanchai annexe le khanat d'Erevan (possession perse correspondant à l'Arménie actuelle) à la Russie,.
Après la révolution d'Octobre, le gouvernement bolchévik de Lénine reconnaît le droit à l'autodétermination des minorités de l'empire. À la suite de l'effondrement de l'empire, l'Arménie, l'Azerbaïdjan et la Géorgie se déclarent indépendants et s'unissent tout d'abord au sein de la république démocratique fédérative de Transcaucasie, puis s'érigent en républiques. L'Arménie doit faire face aux conséquences du génocide, à la dévastation de l'Arménie occidentale et à la guerre arméno-turque. Affaiblie, elle ne peut résister à sa soviétisation en 1920.
Elle est intégrée de 1922 à 1936 à la république socialiste fédérative soviétique de Transcaucasie. Elle perdure jusqu'en 1991, année de la chute de l'URSS, et devient alors la République d'Arménie. Sous l'ère soviétique, le pays, essentiellement agricole, se transforme en un important centre de production industrielle.

## Gouvernement
Pour un article plus général, voir Union des républiques socialistes soviétiques.

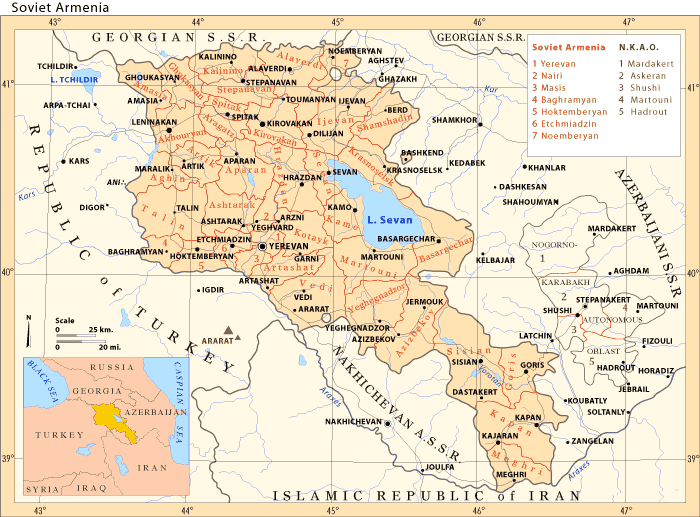
Carte administrative.

La structure gouvernementale de la RSS est identique à celles des autres républiques. L'organe politique le plus élevé est le Soviet suprême d'Arménie. Ses membres y siègent pour cinq ans, le terme du mandat des députés régionaux étant de deux ans et demi. Tous les mandats sont réservés aux membres du Parti communiste de l'Union soviétique, et les sessions de l'assemblée locale ont lieu dans le bâtiment du Soviet suprême à Erevan. La république est subdivisée en raions.

## Économie
Pour un article plus général, voir Économie de l'URSS.
Sous le régime soviétique, l'économie centralisée de la république exclut la propriété privée. Les autorités de Moscou approuvent toutefois tacitement des plans économiques dans certaines républiques, y compris en Arménie, qui n'adhèrent pas strictement aux principes socialistes.

## Culture
Avec l'établissement de la république, les autorités soviétiques œuvrent avec ténacité à l'élimination de certains traits de la société, en tout ou en partie, tels que le nationalisme et la religion. Au départ, l'Arménie n'est pas affectée significativement par les politiques mises en place par le gouvernement de Lénine. Avant la maladie incapacitante de ce dernier, il promeut la politique d'indigénisation (korenizatsia) dans les républiques, consistant essentiellement à encourager les différentes nationalités à « administrer leur république », et à établir des écoles, des journaux et des théâtres. En Arménie, le gouvernement décrète que tous les citoyens analphabètes de moins de cinquante ans doivent retourner à l'école et y apprendre l'arménien, dont l'orthographe est réformée.
Comme toutes les autres républiques de l'Union, l'Arménie a son drapeau et ses armoiries. Ses dernières deviennent la source d'un différend entre l'Union soviétique et la Turquie dans les années 1950 lorsque la Turquie se plaint du fait qu'elles reprennent une représentation du mont Ararat, d'une grande importance symbolique pour les Arméniens mais localisé sur son territoire. La Turquie analyse ce fait comme une revendication territoriale soviétique. Nikita Khrouchtchev, dirigeant de l'Union soviétique à l'époque, répond : « Pourquoi votre drapeau contient-il une représentation de la lune ? Après tout, la lune n'appartient pas à la Turquie, ni même sa moitié … Voulez-vous prendre le contrôle de l'univers tout entier ? ». Le gouvernement turc laisse tomber la question après cette réponse.

## Histoire

### Soviétisation

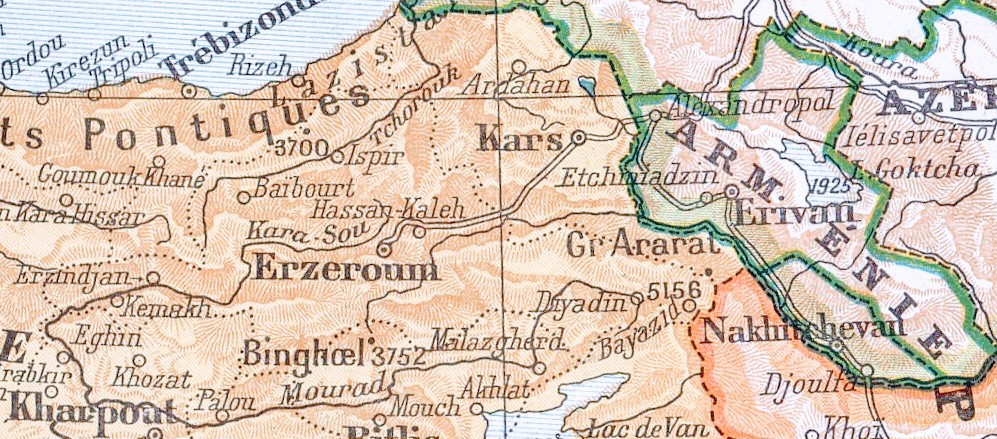
Premières frontières de la RSS d'Arménie, de novembre 1920 à juin 1921.

Alors que la République socialiste soviétique d'Azerbaïdjan a revendiqué le Karabagh et le Zanguezour, la Russie est restée neutre et a considéré ces territoires comme disputés. Après la fondation de la République socialiste soviétique d'Arménie le Zanguezour a été accordé à l'Arménie, de même que le Nakhitchevan, qui le cède à l'Azerbaïdjan en 1921. Le Haut-Karabagh a été accordé à l'Azerbaïdjan.

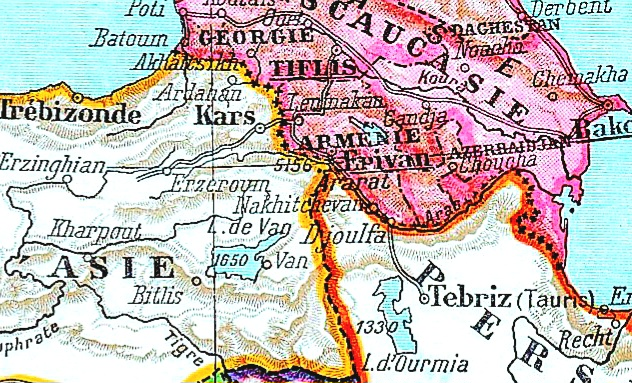
Carte de 1939 montrant les frontières de la RSS d'Arménie entre le 3 juin et le 4 juillet 1921.

En Arménie, les bolchéviks sont à l'origine peu nombreux, ne suscitant pas la méfiance du gouvernement, ce qui va leur permettre l'établissement et l'expansion de leurs réseaux au cours de l'année 1920. Après une première tentative d'insurrection le 1er mai, des communistes arméniens venus de Bakou proclament la soviétisation du pays le 29 novembre et sollicitent l'intervention des troupes de l'Armée rouge (XIe armée, alors en Azerbaïdjan), que de nombreux Arméniens, en débâcle lors de la guerre arméno-turque, accueillent en « sauveurs »,. Le 2 décembre, la Première République s'efface, son gouvernement reconnaissant la République socialiste soviétique ; la XIe Armée entre à Erevan le 6 décembre. Mais la mise sur pied d'une section locale de la Tchéka et de tribunaux révolutionnaires rend rapidement le nouveau régime impopulaire. Lorsque la XIe armée est envoyée soviétiser la Géorgie, un gouvernement d'union nationale est créé le 18 février 1921 et les libertés rétablies ; il est déposé au retour des Soviétiques, le 2 avril.
Le 13 octobre 1921, la Turquie et la RSS d'Arménie (conjointement avec les RSS d'Azerbaïdjan et de Géorgie) signent le traité de Kars, par lequel la Turquie cède l'Adjarie en échange du territoire de Kars, correspondant aux actuelles provinces turques de Kars, d'Iğdır et d'Ardahan, et comprenant la capitale médiévale arménienne d'Ani ainsi que le mont Ararat. Par ailleurs, Joseph Staline, alors commissaire aux nationalités de la Russie soviétique (RSFSR), accorde le Nakhitchevan et le Haut-Karabagh à l'Azerbaïdjan, alors qu'il avait été promis à l'Arménie en 1920.
Du 12 mars 1922, l'Arménie forme avec l'Azerbaïdjan et la Géorgie la république socialiste fédérative soviétique de Transcaucasie, qui dure jusqu'au 5 décembre 1936. En décembre 1922, la république de Transcaucasie entre dans l'URSS, à côté de la RSFSR. Les Arméniens connaissent alors une période de stabilité relative, un baume apaisant après les dernières années de l'Empire ottoman et le génocide. Ils reçoivent des médicaments et de la nourriture de Moscou. La situation est néanmoins difficile pour l'Église apostolique arménienne.
Dans le cadre de l'Union soviétique, les Arméniens sont placés dans les rangs des peuples dits « avancés », aux côtés des Russes, des Ukrainiens, des Biélorusses, des Géorgiens, des Allemands et des Juifs. Le Caucase et l'Arménie en particulier sont reconnus dans les milieux académiques et les textes soviétiques comme « la civilisation la plus ancienne sur le territoire » de l'Union.

### Période stalinienne

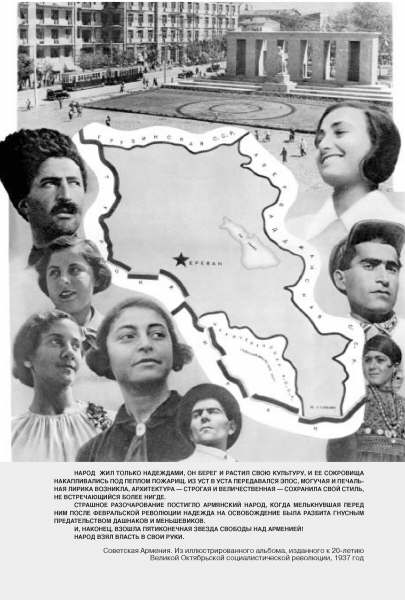
Propagande soviétique en Arménie, 1937.

Après la mort de Lénine en 1924, Staline prend les rênes du pouvoir. La société et l'économie arméniennes vont se retrouver drastiquement modifiées. En 1936, la Transcaucasie est dissoute sur ordre de Staline, et les trois RSS d'Arménie, d'Azerbaïdjan et de Géorgie sont réinstaurées. Pour le peuple arménien, les conditions vont se dégrader. En vingt-quatre ans, l'Arménie est industrialisée et éduquée selon des conditions strictes, et le nationalisme y est sévèrement réprimé.
Staline prend également plusieurs mesures y persécutant l'Église apostolique, qui a déjà vu ses possessions confisquées en 1920. L'intention initiale de Staline de débarrasser l'Union soviétique de toute religion n'atteint pas immédiatement l'Arménie. En 1932 par exemple, Khorène Mouradbekian devient Khorène Ier et porte le titre de « Sa Sainteté le Catholicos ». Cependant, à la fin des années 1930, les Soviétiques commencent à physiquement éliminer l'Église ; Khorène est ainsi assassiné en 1938 dans le cadre des Grandes Purges, et le catholicossat d'Etchmiadzin est fermé le 4 août. L'Église survit néanmoins dans la clandestinité et dans la diaspora.
Des dirigeants arméniens du PCUS tels que Vagarshak Ter-Vaganyan et Aghasi Khanjian sont d'autres victimes des purges, le premier étant défendeur lors du premier des procès de Moscou.
Comme d'autres minorités ethniques d'URSS sous Staline, des dizaines de milliers d'Arméniens sont exécutés ou déportés. En 1936, Lavrenti Beria et Staline planifient la déportation d'Arméniens en Sibérie, afin de réduire la population de l'Arménie à 700 000 habitants pour justifier une annexion à la Géorgie. Sur ordres de Beria, le parti communiste arménien utilise la police pour affermir son emprise politique sur la population et supprimer toute expression nationaliste. De nombreux écrivains, artistes, scientifiques et politiques sont exécutés ou exilés. En outre, en 1944, environ 200 000[réf. nécessaire] Hémichis (des Arméniens musulmans sunnites) sont déportés depuis la Géorgie vers le Kazakhstan et l'Ouzbékistan. D'autres déportations suivent en 1948, avec 58 000 Arméniens dachnaks et Pontiques envoyés au Kazakhstan.

### Seconde Guerre mondiale
L'Arménie ne connaît pas la dévastation et les destructions de l'ouest de l'Union soviétique durant la Seconde Guerre mondiale, le front de l'est n'atteignant pas le sud du Caucase malgré la volonté du régime nazi de prendre possession des champs pétroliers azerbaïdjanais. L'Arménie joue néanmoins un certain rôle via son assistance industrielle et agricole. De nombreux Arméniens servent dans l'armée, plusieurs obtenant le titre de Héros de l'Union soviétique.
Le général arménien Hovhannès Bagramian (qui deviendra plus tard maréchal) est le premier commandant non-slave à obtenir les commandes d'un front, en l'occurrence le front balte en 1943. Ayant repris le Dniestr, il reçoit le titre de Héros de l'Union soviétique.
Des Arméniens faits prisonniers de guerre par les Allemands choisissent de servir dans des bataillons allemands plutôt que d'exposer leur vie aux conditions dangereuses des camps de prisonniers de guerre. Tout comme les soldats soviétiques qui se rendent aux Allemands au cours des combats, ils seront sévèrement punis par Staline et envoyés en Sibérie. L'Arménie contribue à hauteur de 300 à 500 000 hommes à l'effort de guerre, dont environ la moitié ne rentre pas au pays. Cinquante généraux servent dans les forces soviétiques durant la guerre.
Pendant cette période, Staline relâche temporairement ses attaques contre l'Église, ce qui mène à l'élection de Georges VI au catholicossat en 1945. Il est peu après autorisé à résider à Etchmiadzin.
À la fin de la guerre et après la capitulation allemande du 8 mai 1945, de nombreux Arméniens tant de la république que de l'extérieur tentent de convaincre Staline de reconsidérer la question de la possession des provinces de Kars, d'Iğdır et d'Ardahan, que l'Arménie a perdues au profit de la Turquie lors du traité de Kars. Le 25 septembre 1945, l'Union soviétique annonce son intention d'annuler le traité d'amitié turco-soviétique de 1925. Le chef de la diplomatie soviétique, Viatcheslav Mikhaïlovitch Molotov, présente les revendications arméniennes aux Alliés mais doit faire face à l'opposition emmenée par Winston Churchill. La Turquie n'est toutefois pas en position de lutter contre l'Union soviétique, nouvelle superpuissance. À l'automne 1945, des troupes soviétiques commencent à se masser dans le Caucase pour une possible invasion de la Turquie. Entre-temps, l'hostilité Est-Ouest donne naissance à la Guerre froide, tandis que la Turquie renforce ses liens avec l'Ouest. Cette situation conduit à l'abandon par l'Union soviétique de ses revendications à la suite de la prise de conscience que les États-Unis pourraient se joindre à la Turquie en cas de conflit.

### Immigration arménienne
À la suite des pertes humaines subies lors de la guerre par l'Arménie (175 000, soit 12 % de la population), Staline autorise une politique d'immigration ouverte dans le pays, nommée Nerkaght, où la diaspora est invitée à s'installer, à revitaliser la population et à renforcer ses forces vives. Les Arméniens vivant dans des pays comme Chypre, la France, la Grèce, l'Irak, le Liban et la Syrie, essentiellement des survivants ou des descendants de victimes du génocide, se voient offrir la prise en charge de leurs frais de retour par le gouvernement soviétique. Environ 150 000 Arméniens répondent à cet appel entre 1946 et 1948.
Attirés par de nombreux avantages, tels des coupons alimentaires et des logements de meilleure qualité, ils sont victimes du manque de préparation des autorités soviétiques, et sont souvent considérés avec mépris par les autres Arméniens de la république, d'autant plus que la plupart d'entre eux parle l'arménien occidental et non l'oriental. Ils reçoivent souvent le surnom d'aghbar (աղբար) ou « frère » des autres Arméniens en raison de leur prononciation différente de ce mot. Utilisé au départ de manière humoristique, il finit par acquérir une connotation plus péjorative. L'un d'entre eux, Levon Ter-Petrossian, arrivé avec sa famille alors qu'il n'est encore qu'un bébé, accèdera aux plus hautes fonctions de la république dans les années 1990.

### Redressement sous Khrouchtchev
Après une lutte pour le pouvoir entre factions à la suite de la mort de Staline en 1953, Nikita Khrouchtchev devient le nouveau dirigeant du pays. Le Kremlin entreprend alors un processus permettant une plus grande expression du sentiment national. La déstalinisation khrouchtchévienne apaise également les craintes de nombreux citoyens soviétiques. En outre, plus de moyens sont investis dans la production de biens de consommation et la construction de logements. L'Arménie connaît alors un rapide redressement économique et culturel. Dans une certaine mesure, une certaine liberté religieuse est accordée aux Arméniens lorsque le catholicos Vazguen accède à cette fonction en 1955. Anastase Mikoïan, un des conseillers et proches de Khrouchtchev, membre du Politburo du Parti communiste de l'Union soviétique, presse les Arméniens de réaffirmer leur identité nationale. Dans un discours à Erevan en 1954, il les encourage à « republier les œuvres d'écrivains comme Raffi et Tcharents qui étaient auparavant interdits ».
Le 24 avril 1965, les Arméniens défilent dans les rues d'Erevan à l'occasion du cinquantième anniversaire du génocide. Des troupes soviétiques entrent en ville et tentent de restaurer l'ordre. Afin d'empêcher que cette situation se reproduise, le Kremlin autorise la construction d'un mémorial des victimes du génocide. En 1967, la construction, œuvre des architectes Kalashian and Mkrtchyan, est achevée sur la colline de Tsitsernakaberd, qui lui donne son nom.
Outre Mikoïan, dont le frère, Artem Mikoïan, est cofondateur du bureau d'études MiG, de nombreux Arméniens s'élèvent dans la société soviétique, comme le compositeur Aram Khatchatourian et l'astrophysicien et astronome Viktor Ambartsumian.

### Période brejnévienne

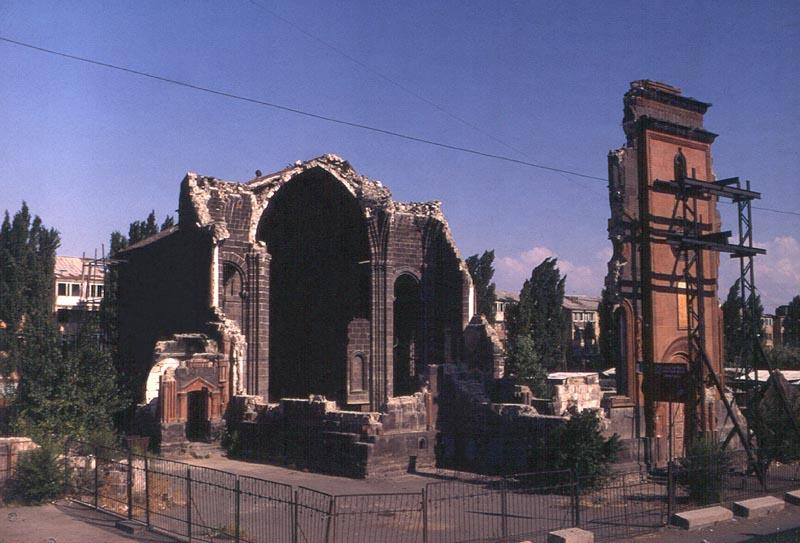
L'église Saint-Sauveur, à Gyumri, détruite par le séisme du 7 décembre 1988.

Après l'accession au pouvoir de Léonid Brejnev en 1964, la plupart des réformes de Khrouchtchev sont abandonnées. Cette période se caractérise par une stagnation et voit le déclin à la fois de la quantité et de la qualité de la production en Union soviétique, situation qui perdure avec les successeurs directs de Brejnev. L'Arménie est sévèrement touchée par cette politique, comme le démontrera le séisme du 7 décembre 1988. Les logements construits durant les années 1970 sont en effet avares en ciment et en béton, réservés à d'autres emplois. La corruption et un manque de vision conduisent également à la construction d'immeubles de faible qualité. Lorsque le séisme survient, la plupart des immeubles qui s'effondrent datent de la période brejnévienne.

### Années Gorbatchev
L'introduction par Mikhaïl Gorbatchev de la glasnost et de la perestroïka dans la seconde moitié des années 1980 ravive les espoirs d'une vie meilleure au sein de l'Union soviétique chez les Arméniens. Cependant, cette libéralisation relative va entraîner la renaissance d'un conflit.
Les Arméniens du Haut-Karabagh, oblast de la RSS d'Azerbaïdjan, militent pacifiquement pour le rattachement de la région à l'Arménie. La population majoritairement arménienne craint en effet une « azérification » forcée de la région. Le 20 février 1988, les députés arméniens du Conseil national du Haut-Karabagh votent l'unification avec l'Arménie. Des manifestations de soutien ont lieu à Erevan, suivies de contre-manifestation en Azerbaïdjan, aboutissant au pogrom de Soumgaït et aux premiers affrontements précurseurs de la guerre du Haut-Karabagh. Le rejet par Moscou d'une pétition en faveur du rattachement de l'enclave à l'Arménie entraîne rapidement la chute de la popularité de Gorbatchev parmi les Arméniens.

## Indépendance et fin de la RSS
Le 5 mai 1990, les Arméniens créent un embryon d'armée séparée de l'Armée rouge. Le 27 mai sont prévues des commémorations de la création de la Première République. La présence à Erevan de troupes du MVD conduit toutefois à des affrontements avec les unités arméniennes, causant cinq morts lors d'une fusillade. D'autres affrontements à Sovetachen font vingt-six morts. Les célébrations sont annulées. Le 23 août 1990, la RSS est rebaptisée république d'Arménie.
Le 17 mars 1991, l'Arménie, les Pays baltes, la Géorgie et la Moldavie boycottent le référendum pour une réforme de l'Union soviétique. Le 21 septembre suivant, l'indépendance de l'Arménie est proclamée à l'issue d'un référendum.